# Adrian Burgess
Adrian Burgess (ur. w Anglii w Wielkiej Brytanii) – szef zespołu TeamVodafone startującego w wyścigach V8 Supercars.

## Życiorys
W 2005 roku był dyrektorem sportowym w zespole Formuły 1 Jordan Grand Prix.
Od czerwca 2005 roku po odejściu Trevora Carlina był szefem zespołu Formuły 1 MF1 Racing.
Adrian Burgess w 2006 roku dołączył do zespołu Dick Johnson Racing startującego w australijskiej serii V8 Supercars.
W 2011 roku przeszedł do konkurencyjnego zespołu Triple Eight Race Engineering, który startuje pod nazwą głównego sponsora TeamVodafone.